# Cryptoteuthis
Cryptoteuthis is een geslacht van inktvissen uit de  familie van de Opisthoteuthidae.

## Soorten
- Cryptoteuthis brevibracchiata Collins, 2004